# 硒醇

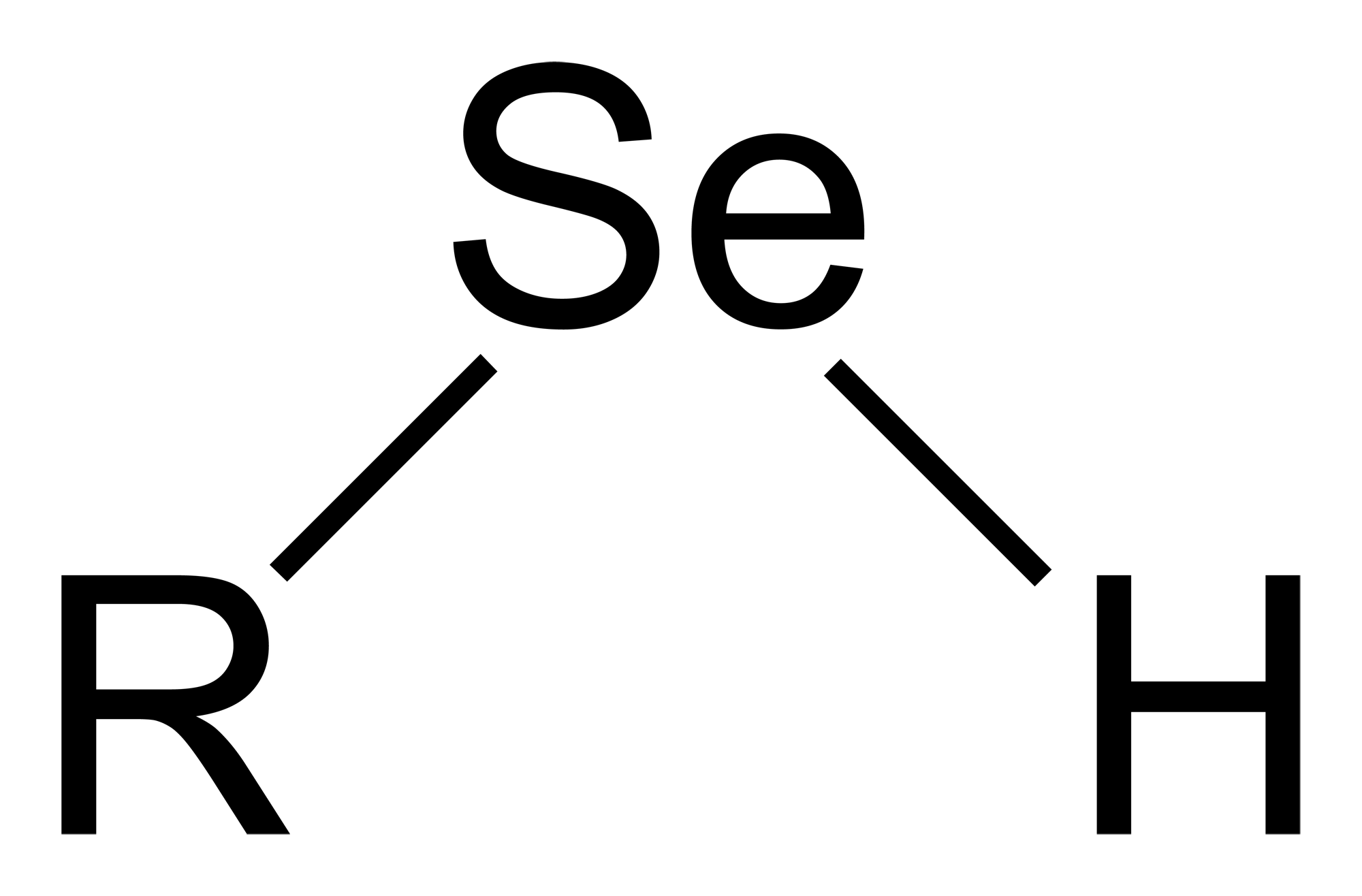
硒醇的結構

硒醇（英語：selenol）是指含有硒醇基（形如-SeH的官能团）的有機化合物。硒半胱氨酸是一种常见的硒醇。

## 結構和成鍵
硒醇與硫醇結構相似，但C-Se鍵長為196 pm，C-S的鍵長為182 pm約差了8％左右。C-Se-H的鍵角接近90°(91°)。硒-碳鍵的能量弱於硫-氫鍵，因此硒醇很容易氧化和作為氫原子供体。同時也反映了相對微弱的硒鍵，硫醇比硒醇的鍵能約強1000倍、且pKa值甲硒醇是5.2、甲硫醇為8.3。氫解離後，得到硒醇陰離子，RSe-，其中的大多數例子是高度親核，並迅速被空氣氧化。

## 制备
硒醇通常通过有机锂试剂或格氏试剂和单质硒反应而成。举个例子，苯硒酚是由苯基溴化镁和硒反应，然后酸化而成的：
二甲基二硒在细胞内很容易就会被还原成甲硒醇。

## 物理性質
除甲硒醇和乙硒醇在室溫下為液體外，其他硒醇均為固體。硒醇分子間有偶極吸引力，但小於硫醇和醇分子間的偶極吸引力。因此，硒醇的沸點比分子量相近的烷烴稍高，比分子量相近的硫醇低，但與分子量相近的硒醚相似。
低級的硒醇具有刺激像腐爛辣根氣味，較高濃度下有臭雞蛋的氣味，且比相同的硫醇還要更具刺激性。

## 命名
硒醇的官能基的命名為氫硒基，但也有人稱作基，類似於巰基和羥基，是將元素的偏旁組合起來，讀作ㄑㄧ、qi(氫硒)。

## 例子
- 甲硒醇
- 乙硒醇
- 乙二硒醇
- 1-丙硒醇
- 硒半胱氨酸
- 正丁硒醇